# Senftenberg

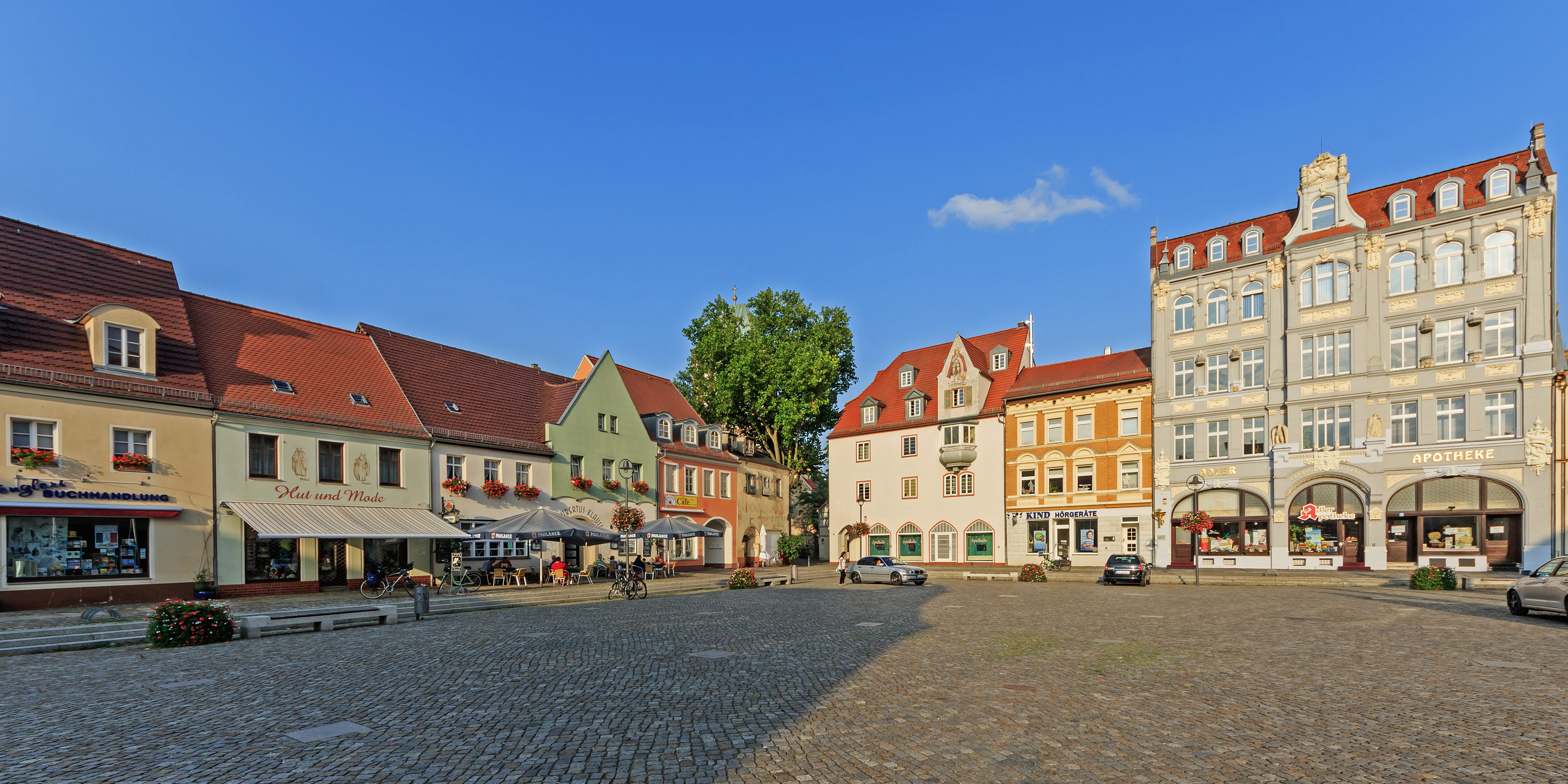

Senftenberg (lenguas sorbias: Zły Komorow) es un municipio del distrito de Alto Bosque del Spree-Lusacia; en el sur del estado federal de Brandeburgo en Alemania. 

## Localización geográfica
La ciudad se halla ubicada en la mitad de la Baja Lusacia junto al lago artificial Senftenberger See.

## Barrios
- Senftenberg (ciudad)
- Brieske
- Großkoschen/ Kleinkoschen
- Hosena
- Niemtsch
- Peickwitz
- Sedlitz

## Historia
El nombre de Senftenberg, originalmente eslavo Sennftenberc en 1279.

## Demografía
- Tendencia poblacional desde 1875 (línea azul: población; línea punteada: comparación con tendencias poblacionales del estado de Brandenburg; fondo gris: tiempo de gobierno Nazi; fondo rojo: tiempo de Gobierno comunista)
- Proyecciones y desarrollo poblacional reciente (Desarrollo poblacional antes del censo del 2011 (línea azul); Desarrollo poblacional reciente de acuerdo al Censo en Alemania del 2011 (línea azul con bordes); Proyecciones oficiales para el período 2005-2030 (línea amarilla); para el período 2017-2030 (línea escarlata); para el período 2020-2030 (línea verde)